# Marie-Claire Bonheur
Marie-Claire Heureuse Félicité Bonheur (Léogâne, 1758 – Gonaïves, 9 augustus 1858) was keizerin van Haïti tussen 1804 en 1806 en echtgenote van Jacobus I van Haïti.

## Biografie
Marie-Claire Bonheur werd geboren in een arme zwarte, maar vrije familie; zij was de dochter van Guillaume Bonheur en Marie-Sainte Lobelot en werd opgevoed door haar tante Élise Lobelot, een gouvernante van een religieuze orde. Zij trouwde met Pierre Lunic, een meesterwagenmaker in dienst van de Hospitaalbroeders van Sint-Johannes de Deo, en werd in 1795 weduwe.
Tijdens het beleg van Jacmel in 1800 werd zij bekend om haar werk voor de gewonden en hongerenden. Zij overtuigde Jean-Jacques Dessalines, die tijdens de  Haïtiaanse Revolutie een van de belegeraars was, om enkele wegen open te stellen zodat de gewonden in de stad hulp konden krijgen. Ze voorzag de vrouwen en kinderen van voedsel, kleding en medicijnen die ze naar de stad had kunnen brengen, en kookte vervolgens eten voor hen op straat.

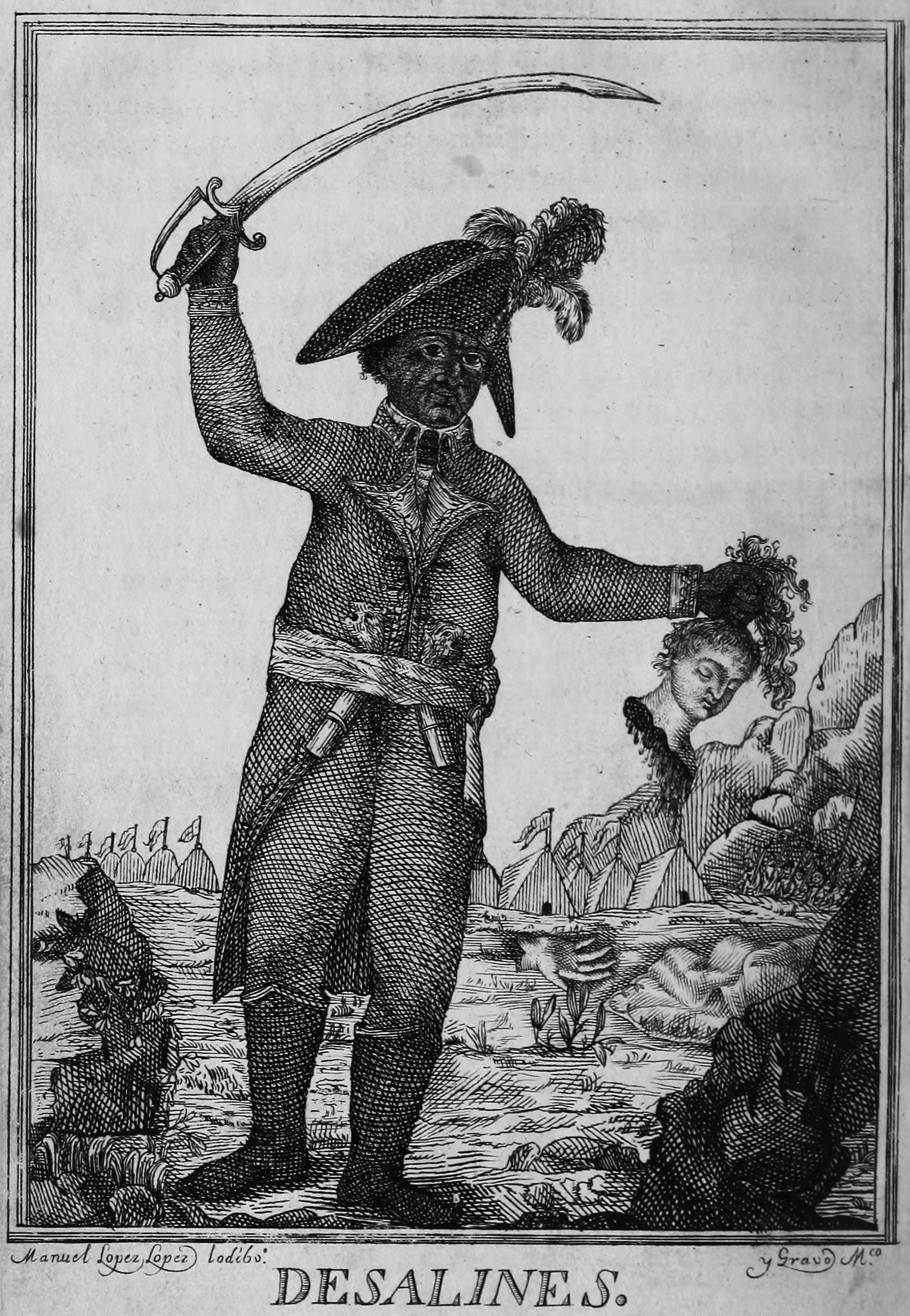
Spotprent van Dessalines met het afgehakte hoofd van een blanke vrouw (1806).

Op 2 april 1800 trouwde ze met Jean-Jacques Dessalines, met wie ze zeven kinderen kreeg. Zij adopteerde de talrijke kinderen die voortkwamen uit Dessalines' overspelige affaires. Door haar tolerantie en steun en door haar ongedifferentieerde vriendelijkheid voor mensen van alle kleuren, vormde zij een contrast met haar man. Zij was een groot tegenstander van Dessalines' beleid jegens de blanke Fransen van Haïti; zij zorgde voor de noden van de gevangenen en aarzelde niet, ondanks de woede van haar man, om velen van hen te helpen te genezen van wonden opgelopen tijdens de revolutie. Ze zou voor hem op haar knieën zijn gevallen om hem te smeken hun leven te sparen en ze zou een van hen, Descourtilz, onder haar eigen bed hebben verstopt om hem te redden. 
Bij de invoering van de monarchie in Haïti werd zij keizerin-gemalin en werd samen met haar man gekroond in de kerk van Champ-de-Mars op 8 oktober 1804. Na de afzetting en het overlijden van Dessalines in 1806 wees zij het aanbod van Henry Christophe af om bij zijn gezin in te trekken. Omdat de bezittingen van haar overleden echtgenoot werden geconfisqueerd, leefde ze in armoede in Saint-Marc tot augustus 1843, toen ze een pensioen van 1200 gourdes kreeg.
Toen Faustin I van Haïti in 1849 keizer werd, idealiseerde hij de overleden Dessalines en verhoogde het pensioen van Bonheur als teken van zijn bewondering. Bonheur, die geen sympathie voelde voor deze houding, weigerde het geld. Ze trok in bij haar kleindochter en leefde in armoede tot haar dood in 1858 in Gonaïves.

## Nalatenschap
Marie-Claire Heureuse Félicité is een bekende figuur in de Haïtiaanse geschiedenis. In tegenstelling tot de echtgenotes van de andere leiders van de Haïtiaanse Revolutie, is ze bekend geworden als individu in plaats van alleen door het huwelijk. Ze is het onderwerp geweest van vele gedichten en diverse scholen in Haïti zijn naar haar vernoemd.
In 1999 werd door Bayyinah Bello de stichting Marie-Claire Heureuse Félicité Bonheur Dessalines opgericht, ook bekend als Fondasyon Félicité (FF), om humanitair, sociaal en educatief werk te verrichten in Haïti. Kort na de aardbeving in Haïti in 2010 werd de non-profitorganisatie "Vrienden van Fondasyon Félicité" opgericht om FF te ondersteunen bij de wederopbouw van het land.